# Liste der Einträge im National Register of Historic Places im Kankakee County

Lage des Kankakee County in Illinois

Die Liste der Einträge im National Register of Historic Places im Kankakee County in Illinois führt alle Bauwerke und historischen Stätten im Kankakee County auf, die in das National Register of Historic Places aufgenommen wurden.

## Legende
| NRHP | Historic Place    |
| HD   | Historic District |

## Aktuelle Einträge
| [ 2 ] | Name                                      | Bild                                      | Eintragsdatum        | Lage | Ort         | Beschreibung |
| ----- | ----------------------------------------- | ----------------------------------------- | -------------------- | --- | ----------- | ------------ |
| 1     | B. Harley Bradley House and Stable        | B. Harley Bradley House and Stable        | 2009 ID-Nr. 09000374 | 701 South Harrison Avenue 41° 6′ 44″ N, 87° 51′ 40,3″ W                                                         | Kankakee    |              |
| 2     | Downtown Momence Historic District        | Downtown Momence Historic District        | 2006 ID-Nr. 06000449 | Abgegrenzt durch Washington Street, North Locust Street, Pine Street, Dixie Highway 41° 9′ 24″ N, 87° 39′ 46″ W | Momence     |              |
| 3     | Durham-Perry Farmstead                    | Durham-Perry Farmstead                    | 2006 ID-Nr. 06000445 | 459 North Kennedy Drive 41° 8′ 58″ N, 87° 52′ 34″ W                                                             | Bourbonnais |              |
| 4     | Warren Hickox House                       | Warren Hickox House                       | 1978 ID-Nr. 78001158 | 687 South Harrison Avenue 41° 6′ 44″ N, 87° 51′ 41″ W                                                           | Kankakee    |              |
| 5     | Hunter-Hattenburg House                   | Hunter-Hattenburg House                   | 2008 ID-Nr. 07001475 | 825 South Chicago Avenue 41° 6′ 32″ N, 87° 51′ 34″ W                                                            | Kankakee    |              |
| 6     | Illinois Central Railroad Depot           | Illinois Central Railroad Depot           | 2000 ID-Nr. 00000409 | 199 South East Avenue 41° 7′ 10″ N, 87° 51′ 56″ W                                                               | Kankakee    |              |
| 7     | Kankakee County Courthouse                | Kankakee County Courthouse                | 2007 ID-Nr. 07000115 | 450 East Court Street 41° 7′ 9″ N, 87° 51′ 37″ W                                                                | Kankakee    |              |
| 8     | Kankakee State Hospital Historic District | Kankakee State Hospital Historic District | 1995 ID-Nr. 95000987 | 100 East Jeffery Street 41° 6′ 10″ N, 87° 51′ 41″ W                                                             | Kankakee    |              |
| 9     | Lemuel Milk Carriage House                | Lemuel Milk Carriage House                | 1979 ID-Nr. 79000849 | 165 North Indiana Avenue 41° 7′ 16″ N, 87° 51′ 41″ W                                                            | Kankakee    |              |
| 10    | Point School                              | Point School                              | 1992 ID-Nr. 92001539 | 6976 North Vincennes Trail 41° 13′ 22″ N, 87° 37′ 53″ W                                                         | Grant Park  |              |
| 11    | Riverview Historic District               | Riverview Historic District               | 1986 ID-Nr. 86001488 | Abgegrenzt durch River Street, Eagle Street, Wildwood Avenue und Kankakee River 41° 6′ 37″ N, 87° 51′ 30″ W     | Kankakee    |              |
| 12    | Charles E. Swannell House                 | Charles E. Swannell House                 | 1982 ID-Nr. 82002551 | 901 South Chicago Avenue 41° 6′ 36″ N, 87° 51′ 38″ W                                                            | Kankakee    |              |
| 13    | Windrose Site                             | Windrose Site                             | 2000 ID-Nr. 00000412 | Kankakee River Nature Preserve, westlich von Bradley 41° 10′ 20″ N, 87° 57′ 3″ W                                | Bourbonnais |              |